# Hustadvika kommun
Hustadvika kommun (norska: Hustadvika kommune) är en kommun i Møre og Romsdal fylke i västra Norge. Kommunens centralort är tätorten Elnesvågen.

## Administrativ historik
Hustadvika kommun etablerades den 1 januari 2020 genom hopslagning av Fræna kommun och Eide kommun. Den har fått namn efter havslandskapet Hustadvika.

### Vapen för tidigare kommuner inom den nuvarande kommunen

Eide kommun (1982–2019)
Fræna kommun (1995–2019)

## Tätorter
I Hustadvika kommun finns åtta tätorter:
- Bud
- Eide
- Elnesvågen (centralort)
- Farstad
- Hollingen (del av)
- Malme
- Sylte
- Tornes

Orten Trondshaugen har tidigare räknats som en egen tätort men räknas numera som en del av tätorten Hollingen.

## Socknar
Inom Norska kyrkan är Hustadvika kommun indelad i fyra socknar:
- Buds socken
- Eide socken
- Hustads socken
- Vågøy og Myrbostads socken

Socknarna ingår i Molde domprosteri i Møre stift.